# Mark Evgenovič Tajmanov
Mark Evgen'evič Tajmanov (in russo Марк Евгеньeвич Тайманов?; Char'kov, 7 febbraio 1926 – San Pietroburgo, 28 novembre 2016) è stato un pianista e scacchista russo (sovietico fino al 1992), grande maestro.
È noto come uno dei più grandi conoscitori della difesa siciliana, che ha adottato pressoché sempre contro l'apertura di re. Su questa apertura ha scritto un libro (in russo) dal titolo La mia amica siciliana.

## Biografia
Fin da giovane ha la passione sia per la musica sia per gli scacchi, riuscendo a coltivarle entrambe. Dieci anni dopo è a Leningrado dove studia alla scuola superiore di musica, quindi entra a far parte della più prestigiosa classe di allievi di scacchi chiamata "gruppo Botvinnik" e quando la scuola chiuse a causa della guerra, frequenta il conservatorio diplomandosi. Alla scuola di musica conobbe una studentessa di nome Ljubov' Bruk con cui formò un duetto sia nella musica, iniziando una lunga carriera concertistica, sia nella vita, sposandola all'età di 19 anni.

### Il Maestro
Tajmanov conquistò nel 1952 il titolo di grande maestro e l'anno successivo partecipò a Zurigo al torneo dei candidati, dove arrivò ottavo a pari merito. Questo fu, come da lui affermato in seguito, l'apice della sua carriera scacchistica. Tra il 1946 e il 1956 è stato uno dei primi dieci giocatori del mondo. Nella sua carriera scacchistica ha partecipato a ben 23 campionati sovietici (un record eguagliato solo da Juchym Heller), arrivando secondo nel 1952 (dietro a Michail Botvinnik) e primo nel 1956, battendo agli spareggi Jurij Averbach e Boris Spasskij. Fu campione del mondo studentesco nel 1955 a Lione e campione olimpico nel 1956 a Mosca.

### La crisi
È noto per la sconfitta per 6-0 nel 1971 contro Bobby Fischer nel torneo dei candidati. Come anche Bobby Fischer ebbe a dire, il risultato finale non corrispondeva al reale valore dei due giocatori. Tajmanov ricorda che gli sembrava di giocare contro una macchina che non commetteva alcun errore e il cui gioco non lasciava punti deboli. Alla terza partita, pur trovandosi in vantaggio posizionale, non seppe scovare la continuazione esatta.
Dieci anni dopo, rianalizzando la partita, riuscì a capire come avrebbe potuto vincerla, ma come egli disse sorridendo: «ormai era troppo tardi». Scrisse addirittura un libro dal titolo Come divenni una vittima di Fischer. Quel disastroso epilogo fece enormemente irritare la dirigenza sovietica, che trovando una tal sconfitta "assolutamente inspiegabile" gli applicò delle sanzioni economiche e, con la scusa di aver introdotto nel paese un libro di Aleksandr Solženicyn, gli vietò i viaggi all'estero. Emarginato dalla società si separò anche dalla sua prima moglie Ljubov' Bruk.

### Il ritorno
Il tutto cominciò ad appianarsi quando Bobby Fischer nello stesso anno riuscì a sconfiggere anche il danese Bent Larsen con un altro tennistico 6-0. Nel 1973 fu riabilitato dai dirigenti sovietici e con molte difficoltà ricominciò a ricostruire le sue due carriere, quella di concertista e quella scacchistica, ma senza mai mescolarle. Quando giocava a scacchi, diceva, non pensava alla musica e viceversa.
Con le sue attività ebbe modo di conoscere i potenti della terra: Winston Churchill, Nikita Sergeevič Chruščëv, Che Guevara, Fidel Castro e Juan Domingo Perón e di essere amico di grandi musicisti quali Šostakovič, Rostropovič, Chačaturjan, e del grande pianista Richter.
In duetto con la prima moglie Ljubov' Bruk ha inciso alcune opere che fanno parte della serie "I grandi pianisti del XX secolo". È stato per due volte campione del mondo seniores (1993, 1994) e vincitore di più di ottanta tornei internazionali. Ha pubblicato molti libri sugli scacchi e una biografia con le migliori partite.

## Varianti a suo nome
- Partita inglese, variante Tajmanov (1. c4 e5 2. Cc3 Cc6 3. g3 g6 4. Ag2 Ag7 5. e3 d6 6. Cge2 Ch6)
- Difesa Benoni, variante Tajmanov (1. d4 Cf6 2. c4 c5 3. d5 e6 4. Cc3 exd5 5. cxd5 d6 6. e4 g6 7. f4 Ag7 8. Ab5+)
- Difesa siciliana, variante Tajmanov (1. e4 c5 2. Cf3 e6 3. d4 cxd4 4. Cxd4 Cc6 5. Cc3)
- Partita spagnola, variante Tajmanov o di Leningrado (1. e4 e5 2. Cf3 Cc6 3. Ab5 a6 4. Aa4 b5 5. Ab3 Ca5)
- Difesa nimzo-indiana, variante Tajmanov (1. d4 Cf6 2. c4 e6 3. Cc3 Ab4 4. e3 Cc6)
- Difesa est-indiana, variante ortodossa Aronin-Tajmanov (1. d4 Cf6 2. c4 g6 3. Cc3 Ag7 4. e4 d6 5. Cf3 O-O 6. Ae2 e5 7. 0-0 Cc6)